# FK Napredok Kičevo
El FK Napredok Kičevo (en macedonio: ФК Напредок Кичево) es un club de fútbol macedonio de la ciudad de Kičevo, fundado en 1928. El equipo disputa sus partidos como local en el Gradski stadion Kičevo y juega en la Tercera Liga de Macedonia del Norte. Los colores tradicionales del club son el blanco y el azul.

## Historia
El club fue fundado en 1928 como Jadran. Tras la Segunda Guerra Mundial fue renombrado Jančica hasta 1952, cuando cambió a su denominación actual, FK Napredok. El mayor logro de la historia del equipo fue alcanzar la final de la Copa de Macedonia 2003–04.

## Palmarés
- Segunda Liga de Macedonia del Norte: 1

1998/99

## Jugadores

### Equipo
Actualizado a 24 de octubre de 2013

## Entrenadores
| País                           | Nombre          | Llegada           | Salida            |
| ------------------------------ | --------------- | ----------------- | ----------------- |
| Bandera de Macedonia del Norte | Dragan Bočeski  | julio de 2005     | junio de 2008     |
| Bandera de Macedonia del Norte | [vacante]       | julio de 2008     | diciembre de 2008 |
| Bandera de Macedonia del Norte | Dragan Bočeski  | diciembre de 2008 | junio de 2013     |
| Bandera de Macedonia del Norte | Gorazd Mihajlov | julio de 2013     | junio de 2013     |
| Bandera de Macedonia del Norte | Gordan Zdravkov | junio de 2013     |                   |